# 男と女の不都合な真実
『男と女の不都合な真実』（おとことおんなのふつごうなしんじつ、原題: The Ugly Truth）は、2009年の恋愛映画。男女の恋愛観のズレが作品のテーマ。

## あらすじ
求める男性の理想像の高さから恋愛から遠ざかっていたテレビプロデューサーのアビー・リッチャー。そんな彼女の心をときめかせたのは隣人の医師、コリンだった。アビーは日ごとにコリンの誠実な性格と端正さに好意を募らせていくものの、友人以上となるきっかけを掴めずにいた。そんな折、自らのプロデュースする恋愛相談番組のパーソナリティ、マイク・チャドウェイから恋愛指南を受けるアビー。マイクはロマンスにまつわる「本音」と「真実」をアビーに教え、アビーは次第に恋愛事情を理解していく。そうして、ついにコリンとの恋愛がスタートする。

## キャスト
| 役名                 | 俳優                       | 日本語吹替 |
| -------------------- | -------------------------- | ---------- |
| アビー・リッチャー   | キャサリン・ハイグル       | 石塚理恵   |
| マイク・チャドウェイ | ジェラルド・バトラー       | 山野井仁   |
| コリン               | エリック・ウィンター       | 川中子雅人 |
| ラリー               | ジョン・マイケル・ヒギンズ | 坂東尚樹   |
| スチュアート         | ニック・サーシー           | 宝亀克寿   |
| ジム                 | ケヴィン・コナリー         |            |
| ジョージア           | シェリル・ハインズ         | 安達忍     |
| ジョーイ             | ブリー・ターナー           |            |

## スタッフ
- 監督: ロバート・ルケティック
- 製作: トム・ローゼンバーグ、ゲイリー・ルチェシ、スティーヴン・ルーサー、キンバリー・ディ・ボナヴェンチュラ、デボラ・ジェリン・ニューマイヤー
- 脚本: ニコール・イーストマン、カレン・マックラー・ラッツ、キルステン・スミス
- 原案: ニコール・イーストマン
- 製作総指揮: アンドレ・ラマル、エリック・リード、キャサリン・ハイグル、カレン・マックラー・ラッツ、キルステン・スミス、ライアン・カヴァノー
- 撮影監督: ラッセル・カーペンター
- 美術: ミッシー・スチュアート
- 編集: リサ・ゼノ・チャージン
- 衣装: ベッツィ・ハイマン
- 音楽: アーロン・ジグマン